# Asmossa
Asmossa (Aplodon wormskioldii) är en bladmossart som beskrevs av R. Brown 1823. Asmossa ingår i släktet asmossor, och familjen Splachnaceae. Enligt den finländska rödlistan är arten nära hotad i Finland. Arten är reproducerande i Sverige. Artens livsmiljö är myrar. Inga underarter finns listade i Catalogue of Life.